# Ẩm thực Indonesia

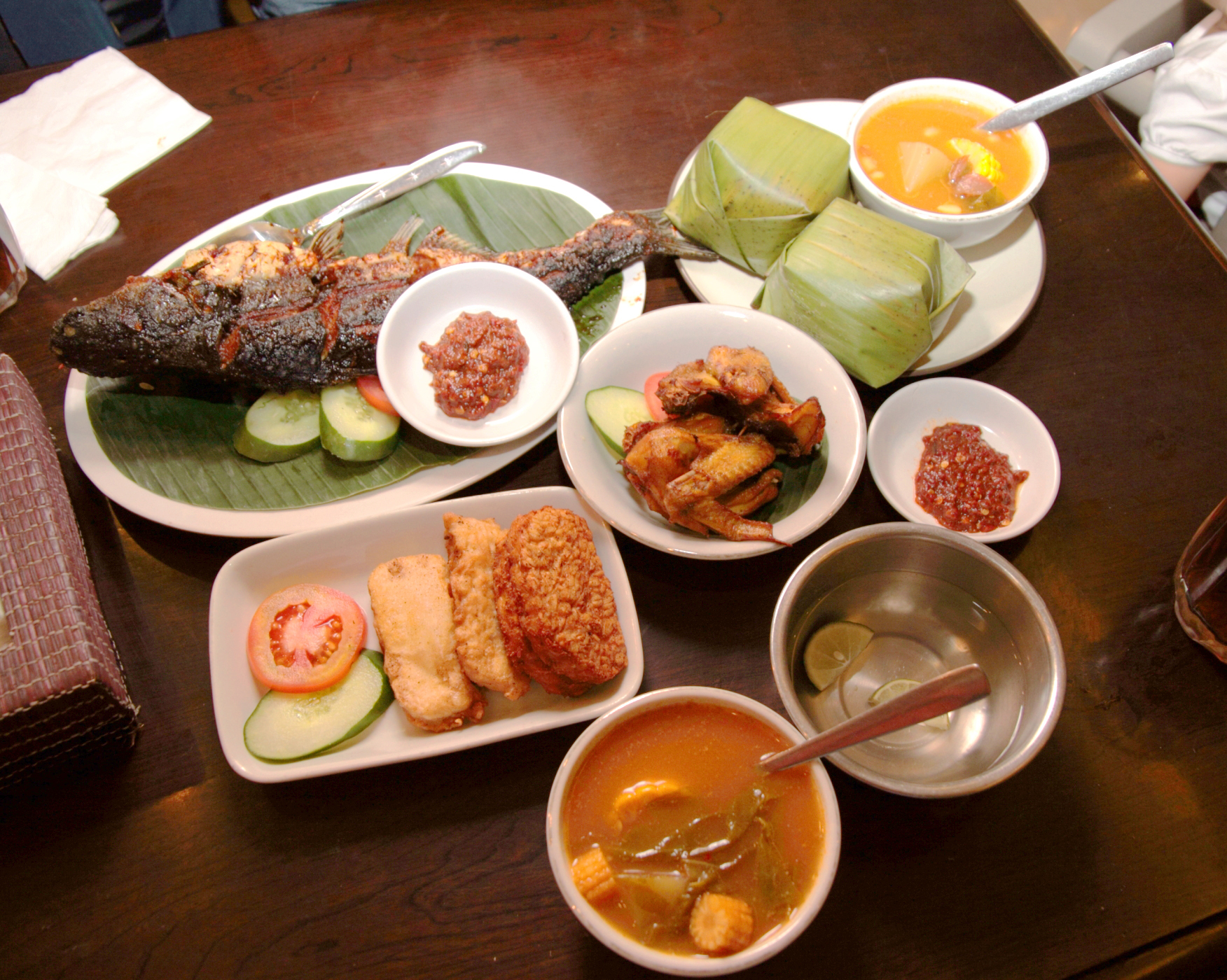
Một bữa ăn của người Sundan: cá nướng, nasi timbel (gạo gói trong lá chuối), gà chiên, sambal, tempeh chiên và đậu hũ, và sayur asem; chén nước có chanh là 'kobokan.

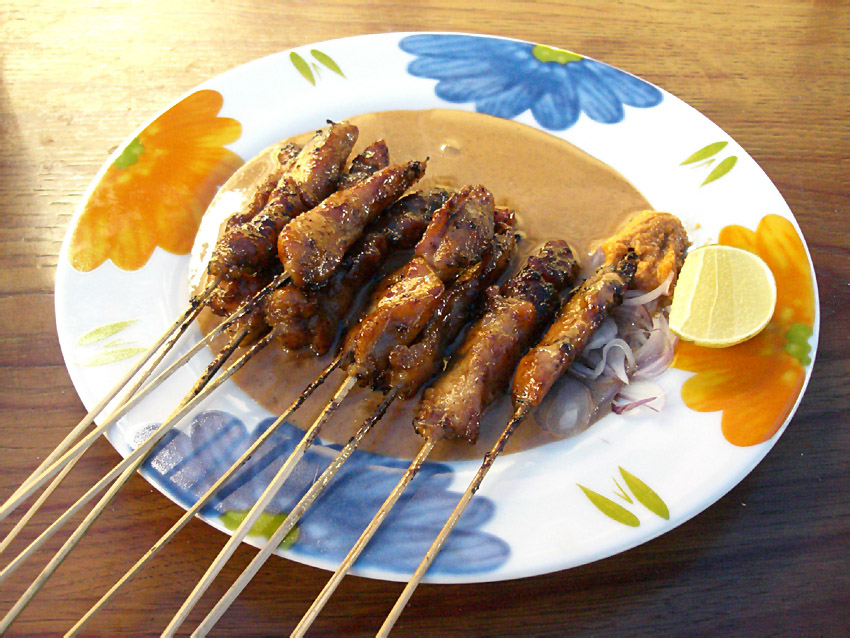
Indonesia là quê hương của sate; một trong những món nổi tiếng nhất của nước này với rất nhiều biến thể đa dạng.

Ẩm thực Indonesia rất đa dạng vì Indonesia gồm 6000 hòn đảo có người sinh sống. Nhiều vùng ẩm thực của Indonesia phát triển dựa trên tính độc đáo riêng về văn hóa của từng vùng văn hóa và trên các ảnh hưởng từ nước ngoài. Ẩm thực Indonesia khác biết rất nhiều giữa các vùng miền và chịu nhiều ảnh hưởng khác nhau.
Suốt chiều dài lịch sử, Indonesia luôn tích cực tham gia vào các hoạt động thương mại do vị trí địa lý nằm trên các đường hàng hải lớn và do nguồn tài nguyên thiên nhiên dồi dào. Các nguyên liệu và kỹ thuật nấu nướng bản địa tiếp thu các ảnh hưởng từ Ấn Độ, Trung Đông, Trung Quốc và gần đây nhất là từ châu Âu. Các thương gia Tây Ban Nha và Bồ Đào Nha đã mang đến các sản phẩm từ Tân Thế giới (châu Mỹ) trước cả khi người Hà Lan đến và biến hầu hết quần đảo này thành thuộc địa. Đảo Maluku của Indonesia, được mệnh danh là "hòn đảo gia vị" cũng góp phần giới thiệu các loại gia vị bản xứ, gồm có đinh hương và nhục đậu khấu đến toàn đảo quốc Indonesia và với cả thế giới.
Một số món ăn nổi tiếng của Indonesia như nasi goreng (cơm chiên), gado-gado, sate, and soto có mặt khắp nơi và được xem là quốc thực của Indonesia.
Ẩm thực trên đảo Sumatra thường chịu ảnh hưởng bởi Trung Đông và Ấn Độ, với các loại rau và thịt nấu với cà ri như gulai và cà ri Indonesia; còn ẩm thực ở Java thì mang nhiều đặc điểm bản địa hơn. Ẩm thực miền Đông Indonesia thì rất giống ẩm thực trên các quần đảo Polynesia và Melanesia trên Thái Bình Dương. Các đặc trưng của ẩm thực Trung Hoa cũng ảnh hưởng lên ẩm thực Indonesia, trong đó, mì (bakmi), thịt hay cá viên (bakso) và chả giò (lumpia) là hoàn toàn có nguồn gốc Trung Hoa.
Vài món ăn bắt nguồn từ Indonesia ngày nay đã phổ biến khắp Đông Nam Á. Các món như sa tế (satay), bò (rendang), và sambal (một loại tương ớt) cũng được xem là đại diện cho ẩm thực Malaysia và Singapore.  Các món làm từ đậu nành, ví dụ như đậu hũ (tahu) và tempeh (đậu nành lên men đóng thành miếng) cũng rất phổ biến. Tempeh được cho là món ăn do người Java sáng tạo nên, là một biến thể của các sản phẩm lên men từ đậu nành. Có một món lên men khác gọi là oncom, rất giống tempe nhưng không chỉ được làm từ đậu nành, mà là từ các loại nấm khác nhau cũng rất phổ biến ở Tây Java.
Khi ăn, người Indonesia cầm muỗng ở tay phải và cầm nĩa ở tay trái để đặt thức ăn lên muỗng; dù nhiều vùng ở Indonesia như Tây Java và Tây Sumatra, người ta thường ăn bốc. Trong các nhà hàng và tại các bữa cơm gia đình, mọi người thường ăn bốc; ở các quầy bán đồ hải sản, tại các nhà hàng bán món ăn của người Sundan, người Minangkabau, các quầy bán cá tra chiên (pecel lele) Đông Java chấm tương ớt sambal và gà chiên ayam goreng, người bán hàng thường cung cấp nước chanh để rửa tay (kobokan). Ăn bằng đũa chỉ phổ biến ở các nhà hàng quán ăn Trung Quốc bán các món bakmie hoặc  mie ayam (mì gà) với pangsit (hoành thánh), mie goreng (mì chiên), và kwetiau goreng (phở chiên).

## Thực phẩm thiết yếu

### Gạo

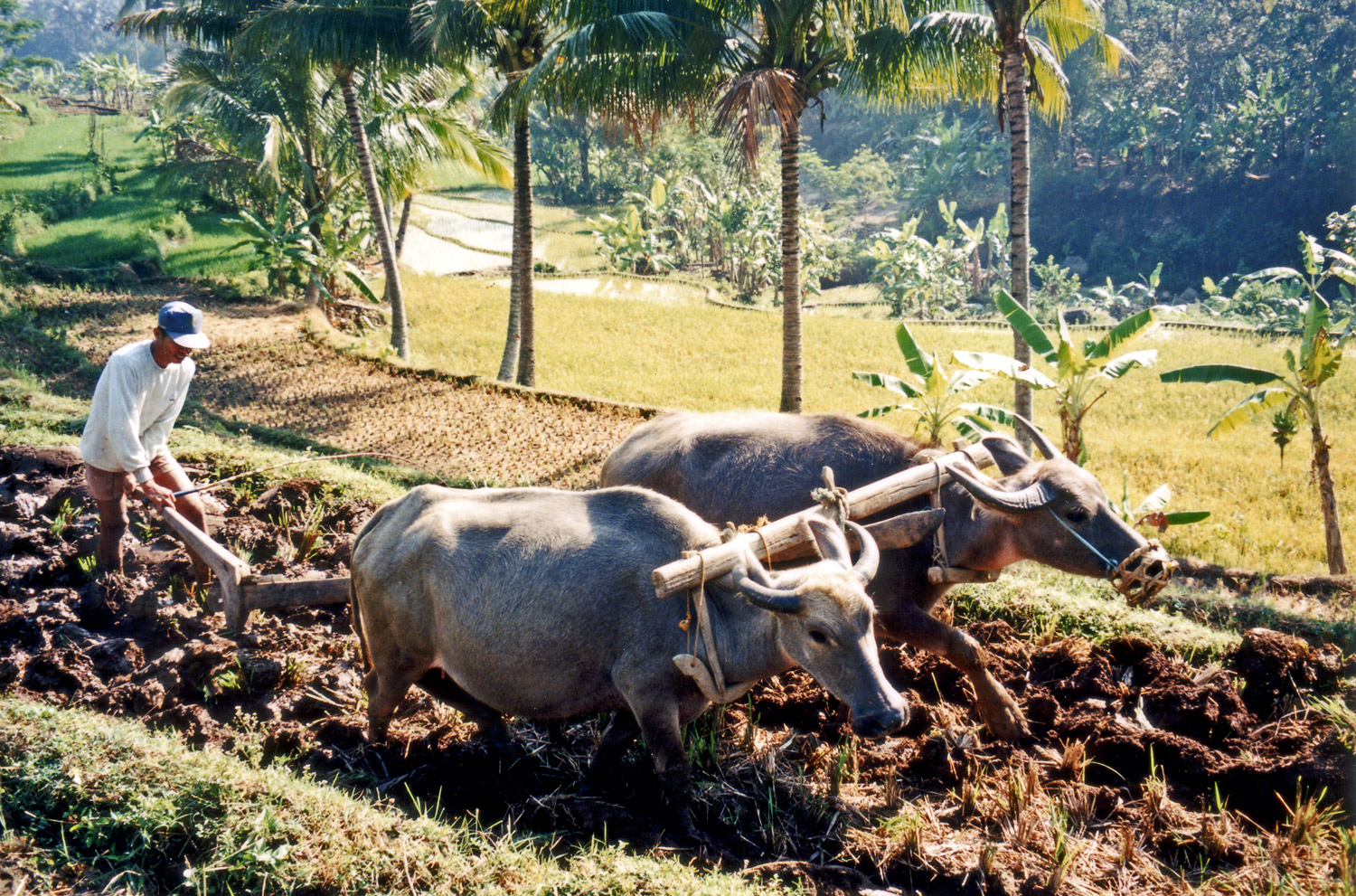
Dùng trâu kéo cày trên cánh đồng ở Java; Gạo là thức ăn cơ bản ngày nay, Indonesia là nhà sản xuất gạo lớn thứ ba thế giới và việc khai hoang làm đồng đã ảnh hưởng quan trọng đến đặc tính đất đai môi trường ở Indonesia.

Gạo là thức ăn cơ bản ở Indonesia ngày nay, gạo cũng là nhân tố chính tạo nên văn hóa Indonesia: ruộng lúa tạo cảnh quan, là sản phẩm ở các chợ, được dùng trong hầu hết các bữa ăn, cả cho món mặn lẫn món ngọt. Tầm quan trọng của lúa gạo trong văn hóa Indonesia được thể hiện qua lòng tôn kính Dewi Sri, nữ thần lúa ở Java và Bali. Theo truyền thống, vòng tuần hoàn của nông nghiệp trong năm được dựa trên vòng trồng trọt của cây lúa, được đánh dấu bởi các lễ nghi, ví dụ như lễ ăn cơm mới Seren Taun.
Gạo thường được ăn không với một thịt và rau. Gạo cũng được nấu với nước cốt dừa thành món nasi uduk, nấu với nước dừa và nghệ (nasi kuning), có món ketupat (gạo được gói thành khối hình lập phương tết bằng lá dừa), lontong (gạo gói lá chuối), intip hoặc rengginang (cơm cháy), tráng miệng, bún, mì, arak beras (rượu gạo), và nasi goreng (cơm chiên). Nasi goreng phổ biến khắp Indonesia và được xem là quốc thực.
Gạo được đưa vào thành phần bữa ăn sau khi con người làm chủ kỹ thuật trồng nó. Những bằng chứng về cây lúa hoang được tìm thấy ở đảo Sulawesi có niên đại từ năm 3000 trước công nguyên. Các bằng chứng trồng trọt sớm hơn là từ các ghi chép khắc trên đá vào thế kỷ thứ 8 ở các đảo trung tâm Java, viết rằng nhà vua đã đánh thuế lên gạo. Các hình ảnh mô tả việc trồng lúa, nhà kho trữ lúa và chuột phá hoại ruộng đồng được tìm thấy trong các bức phù điêu đắp nổi Karmawibhanga trên đền Borobudur. Phân chia lao động giữa nam, nữ và gia súc trong trồng lúa (truyền thống này vẫn còn cho đến ngày nay), được chạm nổi thành đường diềm trên đền Prambanan xây vào thế kỷ thứ 9 ở miền Trung Java: trâu đeo ách cày, phụ nữ gieo hạt và giã gạo, đàn ông bó lúa và đặt lên đòn gánh (pikulan). Vào thế kỷ 16, người châu Âu đến Indonesia và thấy rằng gạo được xem là món ăn sang trọng được giới quý tộc dùng trong các nghi lễ và dịp thết đãi.
Lịch sử trồng lúa ở Indonesia gắn liền với sự phát triển của các công cụ bằng sắt, việc thuần dưỡng trâu nước châu Á thành trâu kéo cày và sự ra đời của các loại phân bón làm giàu đất. Trồng lúa cần nhiều nắng. Vì được bao phủ bởi rừng rậm, nên suốt 1500 năm qua, hầu hết diện tích rừng ở Indonesia đều bị phá để lấy chỗ cho đồng ruộng và nhà cửa.

### Các lương thực khác

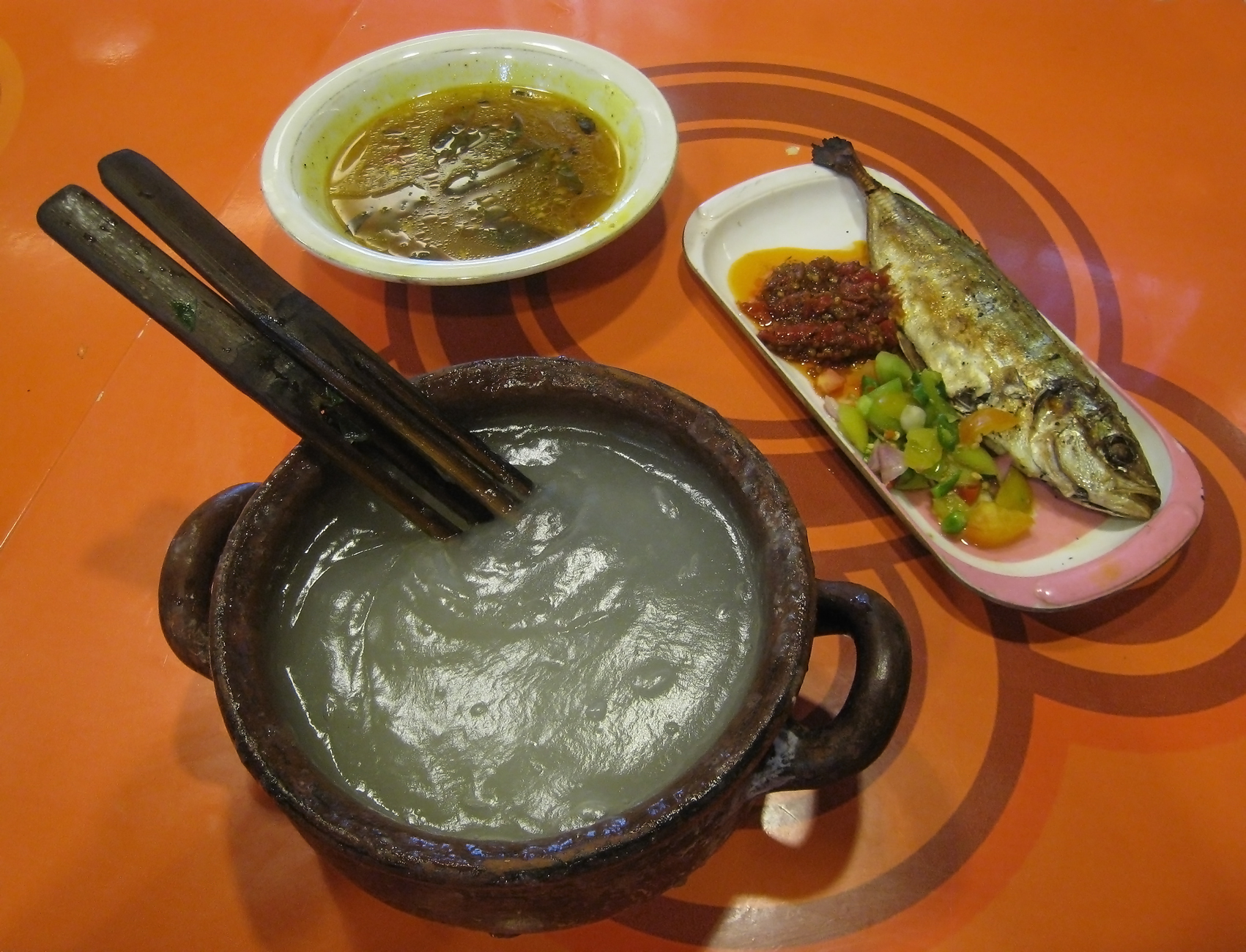

Các loại lương thực khác của Indonesia gồm các loại củ có chứa tinh bột như: khoai lang, khoai tây, khoai môn, và khoai mì; ngoài ra là các loại quả có chứa tinh bột như xa kê và mít, các loại hạt như ngô và lúa mì. Một loại cháo làm từ bột cọ sagu (sago) gọi là Papeda là lương thực chính của đảo Maluku và tỉnh Papua. Bột cọ sagu thường được nhồi với nước và nấu thành bánh. Ngoài bột cọ sagu, người dân phía Đông Indonesia cũng dùng nhiều loại củ làm lương thực.
Nhiều loại củ như talas (một loại khoai môn như lớn hơn và nhạt hơn) và trái xa kê là thực vật bản địa của Indonesia, còn những loại khác thì du nhập từ nơi khác tới. Lúa mì, nguyên liệu chính để làm bánh mì và sợi mì có lẽ được du nhập từ Ấn Độ hoặc Trung Quốc, có loại khoai được đưa đến từ châu Phi, trong khi ngô, khoai tây, khoai lang, khoai mì thì có nguồn gốc châu Mỹ được đưa đến Java vào thế kỷ 17 thông qua các ảnh hưởng từ Tây Ban Nha. Khoai mì thường được luộc, hấp, chiên hoặc làm thành thức ăn chơi, ví dụ như món khoai mì chiên kripik singkong. Khoai mì khô tên là tiwul, là một loại lương thực thay thế ở những vùng khô hạn ở Java như Gunung Kidul và Wonogiri, còn các loại củ, thân rễ khác thì thường được ăn khi mất mùa lúa. Ngô được ăn ở những vùng khô hơn như Madura và các đảo phía đông của đường Wallace, như các đảo Sunda nhỏ.